# 지미애
지미애(1962년 2월 25일 (음력 1월 21일) ~ )는 대한민국의 여자 성우이다. 1985년 CBS 14기 공채 성우로 데뷔하였다.
2007년 기준으로 성우활동 이외에도 비만 관리 전문점 '쥬비스'를 2년 정도 운영하였다.

## 출연 작품

### TV 애니메이션
※전체 출연작은 외부 링크를 참조“”
- 드래곤볼Z (VIDEO) - 부르마 / 크리링(처음)
- 드래곤볼Z (투니버스) - 부르마
- 드래곤볼GT (투니버스) - 부르마
- 란마 1/2 (VIDEO) - 주세나 ※후반부
- 마법소녀 리나 (SBS) - 아멜리아 윌 테슬라 세이룬
- 명탐정 코난 (투니버스) - 장은진
- 미르모 퐁퐁퐁 (SBS) - 도시은 / 가새뱅 / 요정나라 셀리아왕비
- 빅토리 구슬동자 (SBS) - 핑크봉
- 사랑의 천사 웨딩피치 (SBS) - 릴리
- 신세기 에반게리온 (VIDEO) - 소류 아스카 랑그레이 / 나기사 카오루 / 이카리 유이 /
- 신의 괴도 잔느 (투니버스) - 핀 피쉬
- 아기공룡 둘리 2009 (SBS) - 박정자 (철수/영희 엄마)
- 올림포스 가디언 (SBS) - 아프로디테 ※후반부 / 에로스(어린) / 이노 / 카르키오페 / 파에톤 / 키르케 / 암피트리테
- 우리는 챔피언 (SBS) - 독고민 / 아롱이
- 우리는 챔피언 WGP (SBS) - 독고민 / 카를로
- 우주소년 아톰 (SBS) - 아롱이 / 서연(비서)
- 우주소년 아톰 (대교) - 아롱이
- 우주해적 미토의 대모험 (대교) - 미토
- 이상한 나라의 폴 (SBS) - 찌찌
- 주홍이의 그림일기 (애니원) - 주홍
- 쫑아는 사춘기 1기 (대교) - 나쫑아
- 쫑아는 사춘기 3기 (MBC 무비스) - 나쫑아
- 체포하겠어! (투니버스) - 단순미
- 테니스의 왕자 (SBS) - 류나영(류강민 여조카) / 박혜진
- 트랙시티 (SBS) - 묘낭자
- 포켓몬스터 (SBS) - 최이슬
  - 포켓몬스터AG (SBS) - 최이슬, 국화
- 헌터X헌터 (애니원) - 키르아
- 후르츠 바스켓 (애니원/투니버스) - 송아라 (소마 카구라)
- 들장미 소녀 린 (SBS) - 캐시
- 라즈베리 타임즈 (SBS) - 초코, 자스민
- 용의 전설 레전더 (SBS) - 마크 / 한용이 엄마
- 천하무적 오보트 (SBS)
- 서바이벌 만화 과학상식 (SBS)
- 접지전사 (SBS) - 퉁이 / 노란꽃 접지야수 / 왕지철 엄마
- 이겨라 승리호 (SBS)
- 포트리스 (SBS) - 초록풀잎
- 건스워드 (애니맥스) - 알 / 엘
- 마법소녀 아르스 (애니맥스) - 아테리아
- 맑음 때때로 뿌이뿌이 (애니원) - 날씨 누나
- 조이드 퓨처스 (챔프) - 스위트
- 나나의 환상여행 (SBS) - 나나 엄마
- 로미오X줄리엣 (애니맥스) - 코델리아
- 페이트 스테이 나이트 (애니맥스) - 후지무라 타이가 / 캐스터
- 불꽃소년 레카 (애니맥스) - 영법사 / 어린 레이 / 여자 / 격투진행 사회자 / 여자 심판 1 / 여자 2
- 오늘부터 마왕 (애니맥스) - 미코 / 수잔나 줄리아 / 돌고래 조련사 / 여자 2 / 라일라
- 라스트 엑자일 (애니박스) - 크라우스
- 뿅뿅요정 하니 (어린이TV) - 지나
- 트라이건 (VIDEO)
- 무적왕 트라이제논 (투니버스) - 카나
- 헌터X헌터 리메이크 (애니맥스) - 키르아
- 학교유령 (투니버스)

### OVA
- 체포하겠어 - 단순미
- 헌터X헌터 OVA - 키르아 조르딕

### 극장판 애니메이션
- 고양이의 보은 - 나토루
- 엑스(X) - 시리아, 소년 후마
- 포켓몬스터 극장판 시리즈(1기-5기) - 최이슬
- 포켓몬스터 극장판 시리즈(6기-9기) - 봄이
- 포켓몬스터 극장판(5기) - 라티아스
- 체포하겠어 극장판 - 단순미
- 이집트 왕자(비디오)
- 헌터X헌터 극장판 팬텀루즈 - 키르아

### 영화
- 나인 야드 2(SBS) - 신시아 (나타샤 헨스트리지)
- 동방삼협(SBS) - 신정(양자경)
- 세렌디피티(SBS) - 할리 (브리짓 모이나한)
- 마스크(SBS) - 페기 그랜트(에이미 야스벡)
- 홍번구(SBS) - 낸시 (엽방화)
- 덤 앤 더머(SBS) - 맹인 소년(브래디 브룸)
- 배트맨 비긴즈(SBS) - 어린 브루스 웨인(거스 루이스)
- 남과 여 : 20년 후(SBS) - 마리 소피 (마리 소피 포샤)
- 프릭스(SBS)
- 심판(SBS)
- 수퍼캅(SBS) - 갈리나 (샤를롯 브리튼)
- 캣츠 앤 독스(SBS) - 루 (토비 맥과이어)
- 아내는 스모왕(SBS) - 데이지 (샤를롯 브리튼)
- 폴리스 스토리 2(SBS) - 스튜어디스(강흔연)
- 라인 스톤(SBS)
- 쥬라기 공원2(SBS) - 켈리 (바네사 리 체스터)
- 탈주자(SBS) - 브리 (티파니 토브먼)
- 영구와 황금박쥐(SBS) - 영구 친구, 안드로메다 공주
- 영구와 홍콩할매귀신(SBS) - 첫판 너구리 후반 홍콩할매
- 리틀 뱀파이어(SBS) - 안나 (안나 포플웰)
- 장 폴 벨몽도의 밤의 추적자(SBS)
- 레미제라블 (SBS) - 가브로쉬(알렉상드르 타마르)
- 소림36동자 (SBS) - 가아

### 외화
- 측천무후(SBS) - 연아, 유비
- 베이사이드 얄개들2(SBS) - 회장 딸
- 칠협오의(SBS)
- 95영웅 울트라맨(VIDEO) - 릭

### 동화
- 세계명작동화(웅진닷컴)

### 게임
- 용기전승 플러스 - 리리스
- 마그나카르타 진홍의 성흔  - 저스티나 본
- 쿠키런:킹덤 - 소르베맛 쿠키

### 안내방송
- 고속도로 통행료 발급기 - 안내방송
- 카호 제작소, 한국모노레일 슬로프카 - 안내방송
- 대한항공 각국 해외방송사의 번역된 해외뉴스, 기내안내멘트
- 2014년학년도 대학수학능력시험 영어 듣기평가
- 아이나비 - 내비게이션 안내 내레이션
- 튼튼영어 리딩마스터
- 튼튼영어 My Day

### 방송
- 공감 특별한 세상(MBC) - 나레이션
- 독고영재의 현장르포 스캔들(tvN) - 나레이션
- 무한지대큐(KBS) - 나레이션
- 대한민국 국민고시(SBS) - 나레이션
- 2006 러시아 리포트(SBS) - 나레이션
- 선택! 행복한 아침(ITV) - 나레이션
- 재미있는 TV천국(SBS) - 나레이션
- TV로 보는 세계(MBC) - 나레이션
- 즐거운 문화읽기(MBC) - 나레이션
- 굿모닝 대한민국(KBS)

### 라디오
- CBS 가요산책 - 코미디언 고영수와 공동진행
- CBS 다큐멘터리 드라마 성경인물전
- CBS 청소년 라디오 드라마 '우등생을 발길'